# Produit d'appel
Un produit d'appel est un produit vendu à un prix qui ne permet pas de profit direct par lui-même, mais qui peut induire des ventes dans le même commerce ou la même chaîne. Dans certains pays, il peut même être vendu à perte. C'est une forme de marketing centrée sur la stratégie de prix.
Le produit d'appel est généralement un produit qui se vend en grand volume. Par extension le terme produit d'appel est parfois utilisé pour des produits qui ont simplement un gros volume de vente, sans être vendu à un prix exceptionnellement bas, du moins par rapport à ce que propose la concurrence.

## Principe
L'objectif d'un produit d'appel est d'attirer les clients dans le magasin où il est probable qu'ils réaliseront ensuite d'autres achats plus rentables. Le vendeur s'attend à ce que le client typique ne se limite pas à l'achat du produit d'appel, et que les ventes réalisées sur d'autres produits à plus forte marge rendent l'opération bénéficiaire.
Produit d'appel signifie alors que la vente de ce produit va appeler le client et la vente d'autres produits, qui vont augmenter le chiffre d'appel global, mais généralement surtout contribuer beaucoup plus fortement à la profitabilité de l'enseigne qui ne gagnerait pratiquement rien de la vente du produit d'appel seul. Dans les pays où la vente à perte des produits d'appels est autorisée, l'enseigne pratique en général un suivi très strict et le plus immédiat possible, des ventes effectuées sur les produits d'appels ainsi que sur les achats réalisés simultanément afin de s'assurer que les ventes restent globalement profitables et de modifier les prix ou la stratégie très rapidement si ça n'est plus le cas.
Les chercheurs en marketing ont montré que l'impact réel sur les profits de telles promotions ne peut être évalué qu'en prenant en compte aussi bien les effets directs que les indirects. En effet dans une analyse précise, il faut prendre en compte aussi les effets dans le temps. Une forte promotion peut conduire les clients à accumuler des stocks, ce qui va réduire le nombre de visites au magasin et faire perdre des ventes ultérieures. C'est un effet qui peut être analysé à travers les règles d'association.
Dans certains cas, l'offre d'appel est restreinte à une quantité prédéfinie de produits, et les clients peuvent arriver après que le dernier ait été vendu se trouvant contraints soit de repartir sans achat, soit de prendre un produit à plus forte marge. En France, ce type de pratique est fortement encadré par la législation, et le nombre de produits disponibles doit obligatoirement être proportionné à la demande prévisible en fonction de la publicité qui a été faite pour l'offre. Dans le cas contraire, il est possible de contraindre l'enseigne à fournir au prix annoncé un produit équivalent ou supérieur. Très souvent si le nombre de produits est réellement limité, l'enseigne se protège en annonçant le nombre d'exemplaires disponibles directement dans la publicité pour l'offre afin d'éviter que le client puisse se plaindre d'avoir été trompé sur la disponibilité.
Dans la vente automobile, le tarif d'appel n'est souvent disponible que pour un modèle qui doit être commandé spécialement avec un long délai d'attente, les modèles immédiatement disponibles comportant des options qui les renchérissent.

### Caractéristiques d'un produit d'appel
- Le produit d'appel est souvent placé loin de l'entrée du magasin afin de maximiser les chances que les clients prennent un autre produit en passant.
- Le produit d'appel est souvent un produit qui se vend fréquemment, de telle sorte que les clients ont en tête le prix qu'il a usuellement, et remarquent bien l'écart.
- Le produit d'appel est souvent disponible en quantité limitée pour éviter les achats en masse. En France, ce phénomène est limité par la législation, mais peut toutefois survenir quand le magasin n'a pas imprimé de publicité spécifique concernant le produit d'appel et donc ne peut pas être condamné sur le manque de disponibilité par rapport à la publicité réalisée.
- Dans les pays où la vente à perte est autorisée, le magasin restreint souvent la quantité que chaque client a le droit d'acheter. En France de telles restrictions sont rares, sauf pour certains cas spécifiques de campagnes de très fortes promotions dont le magasin sait qu'elles vont attirer un très grand nombre de personnes.
- Le produit d'appel est souvent un produit périssable, dont le client ne pourra pas accumuler des stocks importants.

## Exemples
Les campagnes de promotions des supermarchés, généralement pour des produits alimentaires, sont en pratique le modèle le plus typique et orthodoxe des produits d'appel.
En 1910, la ville de Pasadena critiquait l'utilisation de ce modèle par la compagnie électrique privée Edison Gas and Electric Company sous la forme de lampes électriques données gratuitement aux nouveaux clients. On peut cependant comparer plutôt ce modèle à celui de la subvention des téléphones portables par les opérateurs téléphoniques.
En 1979, l'homme d'affaires américain Earl Muntz vendait des cassettes vierges et des magnétoscopes en tant que produit d'appel à prix cassé pour attirer plus de clients dans son showroom afin de mieux leur vendre le système de vidéoprojecteur TV grand écran de sa conception sur lequel il faisait de forts profits. Cette stratégie fonctionna avec succès pendant toute la première partie des années 1980.